# Sinagoga di Sabile
La sinagoga di Sabile, oggi dismessa, è una sinagoga di Sabile in Lettonia. Inaugurata nel 1890, dismessa dal 1941 in seguito all'Olocausto ed usata come palestra e magazzino durante il periodo sovietico, nel 2001-2004 è stata restaurata ed è oggi adibita ad attività culturali.

## La costruzione della sinagoga
Prima dell'Olocausto Sabile era uno dei principali centri ebraici della regione; la metà della popolazione era ebrea.
La sinagoga fu costruita nel 1890 e rimase in uso continuativamente fino al 1941 quando fu vandalizzata dai nazisti e l'intera popolazione ebraica rimasta nel villaggio (240 persone) fu sterminata nella vicina foresta.
Nel dopoguerra, nel periodo sovietico, la sinagoga fu trasformata in palestra e quindi adibita a magazzino per un ingrosso di frutta e verdura.
Tra il 2001 e il 2004, grazie all'intervento del Consiglio nazionale svedese e dell'Ispettorato di Stato lettone per i Beni culturali, l'edificio è stato sottoposto a radicali lavori di restauro che lo hanno riportato alla forma originaria. Oggi è sede di un centro di cultura e di arte contemporanea, che vi organizza mostre, concerti e conferenze.